# Consell d'Acre

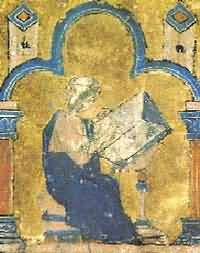
L'obra de Guillem de Tir aporta molts detalls sobre el consell d'Acre.

El Consell d'Acre, convocat el 24 de juny del 1148 a Palmarea, a prop d'Acre, una de les ciutats importants del Regne de Jerusalem, fou una reunió de la Haute Cour en què participaren els senyors de la Segona Croada que acabaven d'arribar d'Europa. La crida per aquesta croada es feu arran de la caiguda d'Edessa en mans d'Imad-ad-Din Zengi I el 1144.
El 1147, les tropes comandades per Conrad III d'Alemanya i Lluís VII de França iniciaren rutes separades cap a Terra Santa, Conrad arribà a Acre l'abril del 1148 i Lluís arribà passant per Antioquia. La noblesa de Jerusalem donà la benvinguda a les tropes vingudes d'Occident, i s'anuncià que es faria una reunió per prendre decisions abans de començar. Després de llargues discussions, es determinà atacar Damasc, la capital dels seljúcides sirians. El resultat fou desastrós per als croats, després del setge, Antioquia, que estava més a prop de Damasc que de Jerusalem, quedà vulnerable.

## Context
La Segona Croada havia estat motivada per la caiguda d'Edessa a mans de Zengi I el 1144. El 1147, les tropes comandades per Conrad III d'Alemanya i Lluís VII de França iniciaren camins separats cap a Orient. Havent passat per Constantinoble, Conrad patí un atac amb força baixes al seu pas per Anatòlia, i reculà per trobar-se amb Lluís a Nicea. Conrad passà l'hivern a Constantinoble mentre que el rei francès continuà cap al sud, seguint la costa, però també sent atacat pels seljúcides durant el camí i finalment arribà a Antioquia, que estava governada per Ramon de Poitiers, oncle de la seva esposa Elionor d'Aquitània. Conrad arribà a Acre a l'abril, i Lluís marxà cap al sud des d'Antioquia. La noblesa de Jerusalem donà la benvinguda a les tropes d'europeus i s'anuncià la convocatòria d'una assemblea de la Haute Cour a Acre. Guillem de Tir ho narra així: 
«"juntament amb els nobles del reialme, els quals posseïen un acurat coneixement dels llocs i de llurs assumptes, entraren a considerar amb cura la manera com portar el pla a bon terme."»

## L'objectiu dels croats

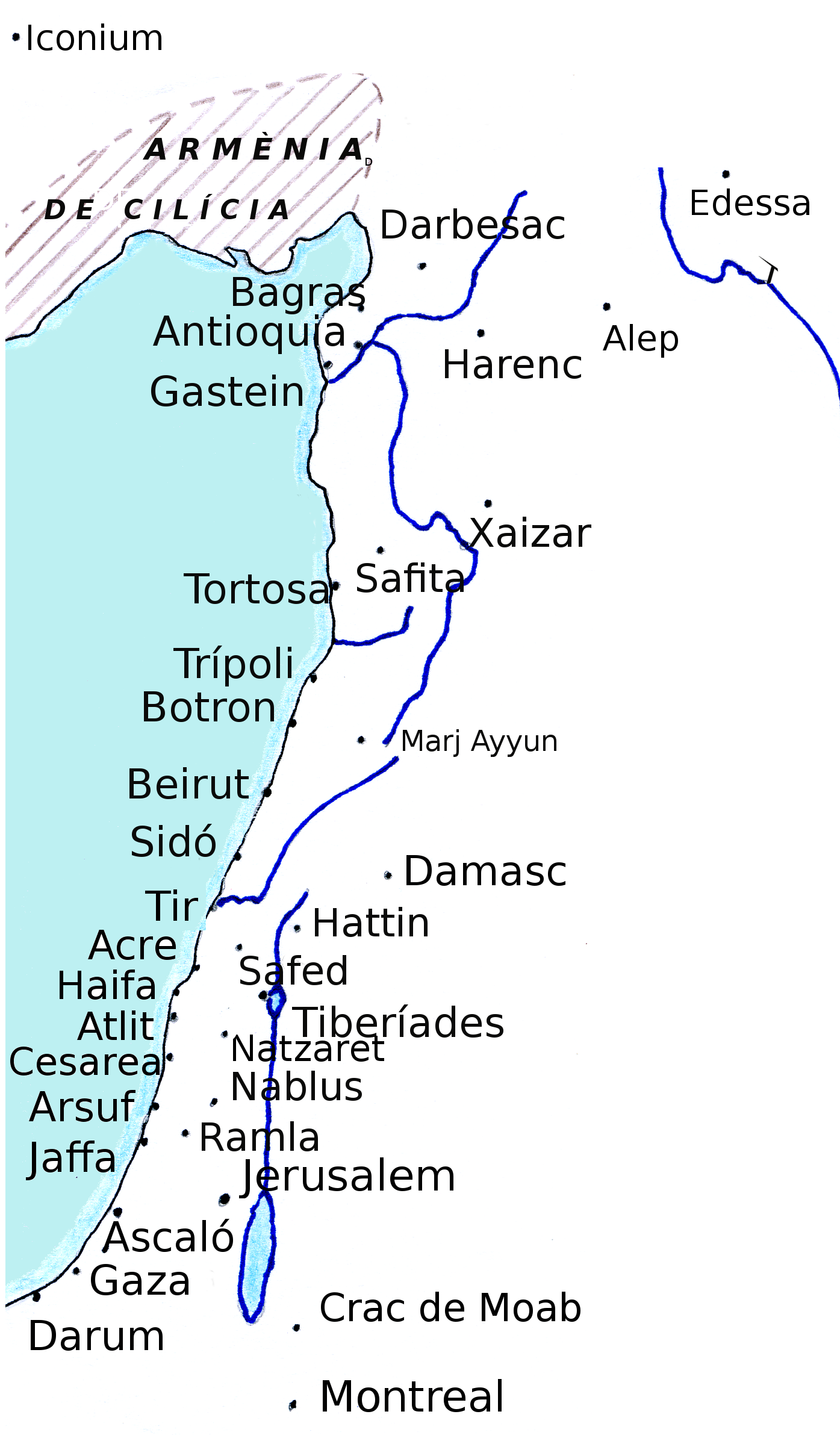
Edessa, Alep, Ascaló i Damasc foren els objectius proposats al consell.

Se'n proposaren diversos llocs com a objectiu de la croada. Al nord de Síria, Edessa estava sota el ferm control de Nur ad-Din, successor de Zengi I; mentre que Joscelí II, comte d'Edessa, estava captiu i no hi havia esperança d'alliberar-lo ni tampoc la ciutat, això feu que, l'aparent objectiu inicial de la croada ni tan sols es discutí. Estant a Antioquia, Ramon de Poitiers provà de convèncer el rei Lluís d'atacar Alep, que Nur-ad-Din tenia com a capital, però Ramon i Lluís s'havien discutit (en part per rumors sobre una relació incestuosa entre Elionor i el príncep) i Ramon no es presentà al consell. El Comtat de Trípoli tampoc estigué representat, tot i que un atac a Alep hauria beneficiat a Trípoli; tanmateix el govern de Ramon II de Trípoli era desafiat pel seu cosí Alfons Jordà, comte de Tolosa, i quan Alfons fou enverinat de camí a la reunió, es deia que Ramon estigué implicat en la mort. Conrad i Lluís no estaven veritablement interessats en la situació al nord de Síria; per a ells la croada era més aviat el compliment d'un vot com a pelegrins i la defensa de Jerusalem era el més important.
Al sud, l'amenaça més immediata venia d'Ascaló i Damasc. La croada havia coincidit amb una crisi política al Regne de Jerusalem: el rei Balduí III havia governat conjuntament amb la seva mare Melisenda des de la mort del rei Folc de Jerusalem el 1143, quan Balduí només tenia 13 anys; però ara ja tenia 18 i volia demostrar que podia fer-ho en solitari. L'opció d'Ascaló no plagué a Balduí, ja que el seu germà Amalric, que feia costat a sa mare, era el comte de Jaffa, i Ascaló hauria quedat annexat al seu territori. A prop d'Ascaló, Amalric posseïa castells que havien estat construïts durant el regnat de Folc, motiu pel qual ni era una amenaça ni representava un perill immediat. D'altra banda, la captura de Damasc, beneficiaria a Balduí; Nur ad-Din, malgrat ser durant un temps aliat de Jerusalem, també la desitjava perquè posseir-la limitaria el poder de l'emir d'aquella zona. Damasc també resultava atractiva a Conrad i Lluís, que estaven interessats en capturar una ciutat que, a diferència d'Ascaló, havia estat significativa en la història de la Cristiandat. Finalment quedà determinat atacar Damasc. Guillem de Tir diu sobre aquestes discussions que: 
«"vàries faccions oferiren opinions diverses i se'n presentaren arguments en pro i en contra, com era costum en qüestions de gran importància com era aquella. Finalment s'acordà que tenint en compte les circumstàncies el millor seria muntar setge a Damasc, ciutat de gran amenaça per nosaltres."»

## Després del consell
Fossin quines fossin les raons per atacar, el setge del 1148 tingué resultats desastrosos. Les forces combinades començaren el setge al juliol, però la campanya fou un fracàs i hagueren de plegar després de quatre dies. Els croats es culparen els uns als altres i hi hagueren rumors de suborn. Conrad i Lluís allargaren la seva estada a Jerusalem durant un temps, i tornaren als seus països sense haver aconseguit res. Justament com es temia, Nur ad-Din aprofità l'oportunitat per imposar el seu poder sobre Damasc, i assumí el control personal de la ciutat el 1154. El debat dels historiadors actuals conclou que la decisió d'atacar Damasc era quelcom inevitable. Alguns autors, com Martin Hoch, creuen que la decisió era la conclusió lògica tenint en compte la política exterior de Damasc, que pretenia aliar-se amb els governants de la dinastia Zengi. El rei Balduí III havia llançat prèviament una campanya amb l'objectiu de capturar la ciutat. Això acabà de decantar la decisió de la dinastia dels búrides a trencar relacions amb el Regne de Jerusalem i cercar-ne aliança amb altres estats seljúcides.
La primera proposta de la croada, Edessa, era en qualsevol cas un objectiu inassolible. El rei Balduí III estava ficat en una disputa familiar amb la seva mare, en relació al territori de Nablus i això feia que estigués en desacord amb fer una campanya més al nord. Aquesta era també l'opinió general entre la noblesa de Jerusalem, que estava desitjosa de trencar l'amenaça creixent que exercia Zengi des de Damasc. Si la ciutat queia en mans de Nur ad-din, cosa que passà el 1154, la importància estratègica de Damasc li permetria llançar fàcilment atacs cap a Jerusalem. El tractat entre l'Imperi Romà d'Orient i Antioquia del 1137, que reconeixia els drets als romans d'Orient a recuperar el que anteriorment havia format part del seu imperi, ara pertanyents als seljúcides i als estats croats, era motiu per dissuadir alguns de fer una campanya al nord. Tanmateix, un atac a territori neutral, en benefici de Jerusalem, comprometia la seguretat al nord, especialment amb la força creixent de la dinastia Zengi en els territoris al voltant d'Alep i, des del 1144, també Edessa. Si votaven a favor de conquerir Alep, la ciutat que quedaria desprotegida seria Antioquia, perquè estava més a prop de Damasc que de Jerusalem.

## Participants
Guillem de Tir feu una llista amb els nombrosos participants del consell.
Els d'origen alemany eren:
- Conrad III d'Alemanya
- Otó, bisbe de Freising
- Étienne de Bar, bisbe de Metz
- Heinrich I von Lothringen, bisbe de Toul
- Theodwin, legat papal
- Enric II de Babnberg, duc de Baviera i margravi d'Àustria
- Welf VI, duc de Spoleto
- Frederic III, duc de Suàbia
- Herman III, margravi de Baden
- Bertold III, comte d'Andechs
- Guillem V, marquès de Montferrat
- Guido, comte de Biandrate

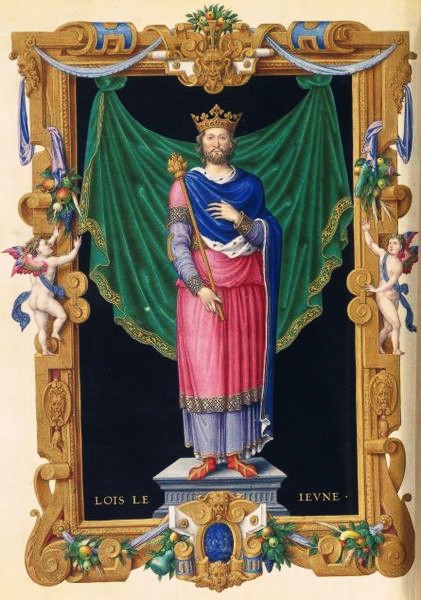
El rei Lluís VII de França assistint al consell.

La llista, però, no és exhaustiva, segons diu Guillem de Tir «hi anaren altres homes notables d'alt rang, els noms dels quals i títols no recordo."» Otó de Freising escriuria més tard la Gesta Friderici, sobre la biografia de l'emperador Frederic Barba-roja, el qual assistí al consell mentre encara era duc de Suàbia. En aquesta biografia s'esmenta a : Conrad, Enric de Baviera, Welf, Frederic, com a senyors però també Ortlieb, bisbe de Basilea, i Arnold II de Wied, canceller de Conrad, «"i altres comtes i homes il·lustres i nobles"»; pel que fa a la reunió només diu que «"el tema i els fets d'aquesta expedició a Damasc i les experiències que hi passaren, hand eser relatades en un altre lloc i possiblement per altres."»
Pel que fa als participants francesos, la llista de Guillem inclou:
- Lluís VII de França
- Godefroy de la Rochetaillée, bisbe de Langres
- Arnulf, bisbe de Lisieux
- Guy de Florència, cardenal i legat papal
- Robert I de Dreux
- Enric I, comte de Xampanya
- Teodoric, comte de Flandes
- Ivo de Nesle

«"Molts altres nobles importants d'alt rang també hi estigueren presents...però com que seria massa llarg esmentar-los aquí, ometo els seus noms intencionadament."»
Els assistents del Regne de Jerusalem foren:
- Balduí III de Jerusalem
- Melisenda de Jerusalem
- Folc, patriarca de Jerusalem
- Balduí, arquebisbe de Cesarea
- Robert, arquebisbe de Natzaret
- Rorgo, bisbe d'Acre
- Bernard, bisbe de Sidó
- Guillem, bisbe de Beirut
- Adam, bisbe de Banyas
- Gerald, bisbe de Betlem
- Robert de Craon, mestre templer
- Raymond du Puy, mestre hospitaler
- Manassès de Hierges
- Felip de Nablus
- Elinand de Tiberíades
- Gerard de Grenier
- Walter de Cesarea
- Pagan Butler
- Barisan d'Ibelin
- Humfred II de Toron
- Guiu de Beirut

«"...i molts altres."»